# Ploeszti
Ploeszti (rum. Ploiești, do 1960 Ploești) – miasto w południowej Rumunii, ośrodek administracyjny okręgu Prahova, na północnym krańcu Niziny Wołoskiej. W 2002 roku liczyło 232,5 tys. mieszkańców.

## Historia
Miasto zostało założone w 1596 r. za panowania hospodara wołoskiego Michała Walecznego.
W połowie XIX w. okolice Ploeszti stały się jednym z najważniejszych ośrodków wydobycia i obróbki ropy naftowej w świecie. Miasto zostało mocno zniszczone podczas trzęsienia ziemi w 1940 r., wkrótce jednak zostało odbudowane. W okresie II wojny światowej, gdy Rumunia znajdowała się w sojuszu z III Rzeszą tutejsze złoża ropy były intensywnie wykorzystywane jako główne źródło zaopatrzenia wojsk niemieckich. Z tego względu już w 1943 r. rozpoczęły się alianckie naloty dywanowe, mające na celu zniszczenie instalacji i urządzeń służących do wydobycia ropy. Spowodowały one silne zniszczenia i straty w ludziach, pomimo iż był to trzeci pod względem priorytetu obrony przeciwlotniczej teren broniony przez Niemców.

## Transport
Miasto jest także ważnym węzłem komunikacyjnym, znajdują się tu dwie stacje kolejowe Ploiești Sud i Ploiești Vest.
Komunikacją miejską w Ploeszti zarządza RATP Ploiești. W mieście działają linie autobusowe, tramwajowe i trolejbusowe.

### Tramwaje
Sieć tramwajowa w Ploeszti składa się z dwóch linii tramwajowych (101, 102) mających 3 czynne pętle (Spitalul județean, Gara de vest, Gara de sud). Tabor składa się w większości ze sprowadzonych z Niemiec Tatr KT4D.

## Gospodarka
W mieście rozwinął się przemysł chemiczny, maszynowy, elektrotechniczny, materiałów budowlanych, szklarski, spożywczy, włókienniczy oraz rafineryjny.

## Urodzeni w Ploeszti
- Mădălina Gojnea, rumuńska tenisistka

## Miasta partnerskie
- Berat
- Dniepr
- Harbin
- Hîncești
- Lefkas
- Maracaibo
- Osijek
- Radom
- Zwoleń
- Uralsk

## Galeria

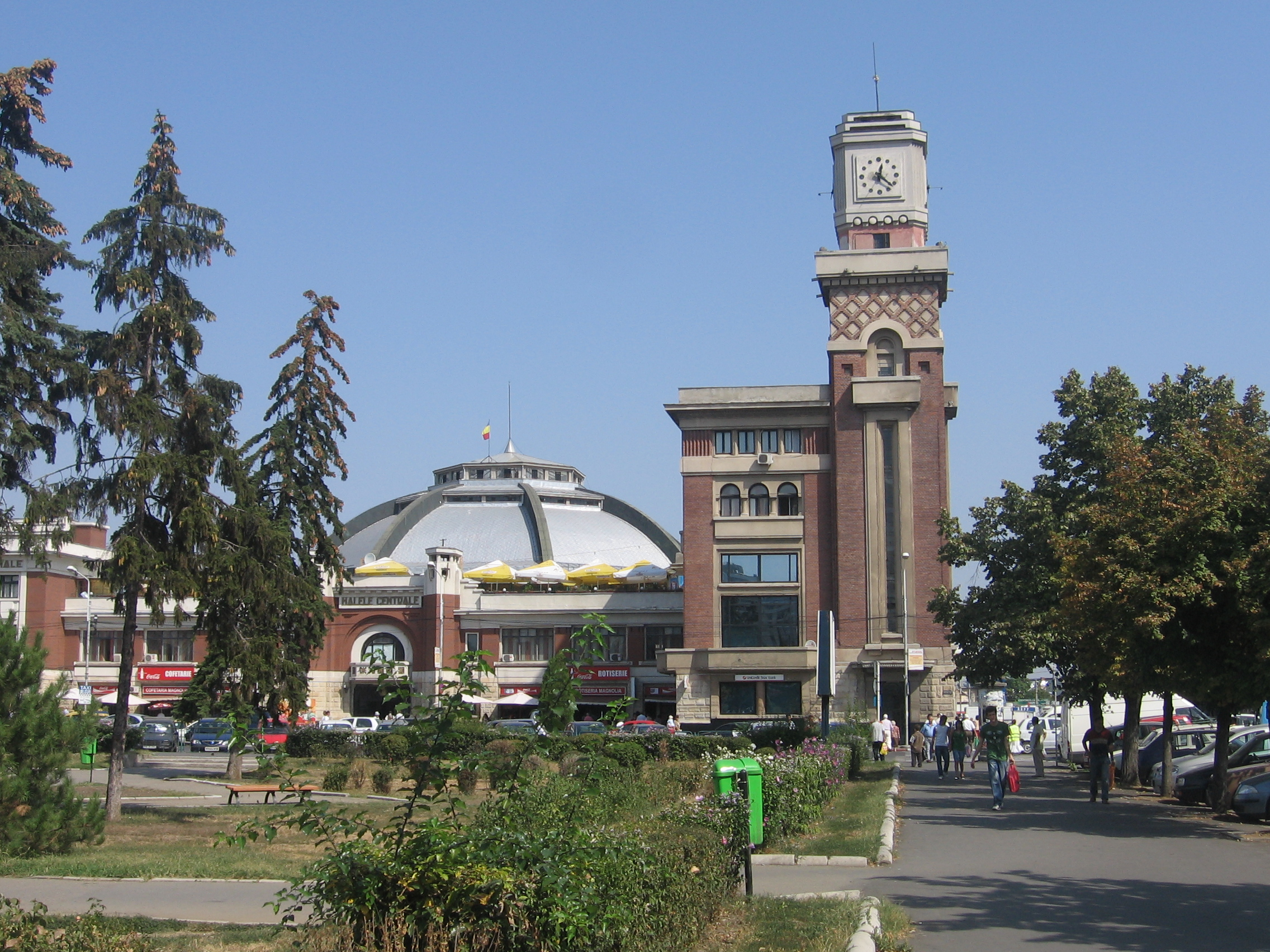
Ratusz w Ploeszti
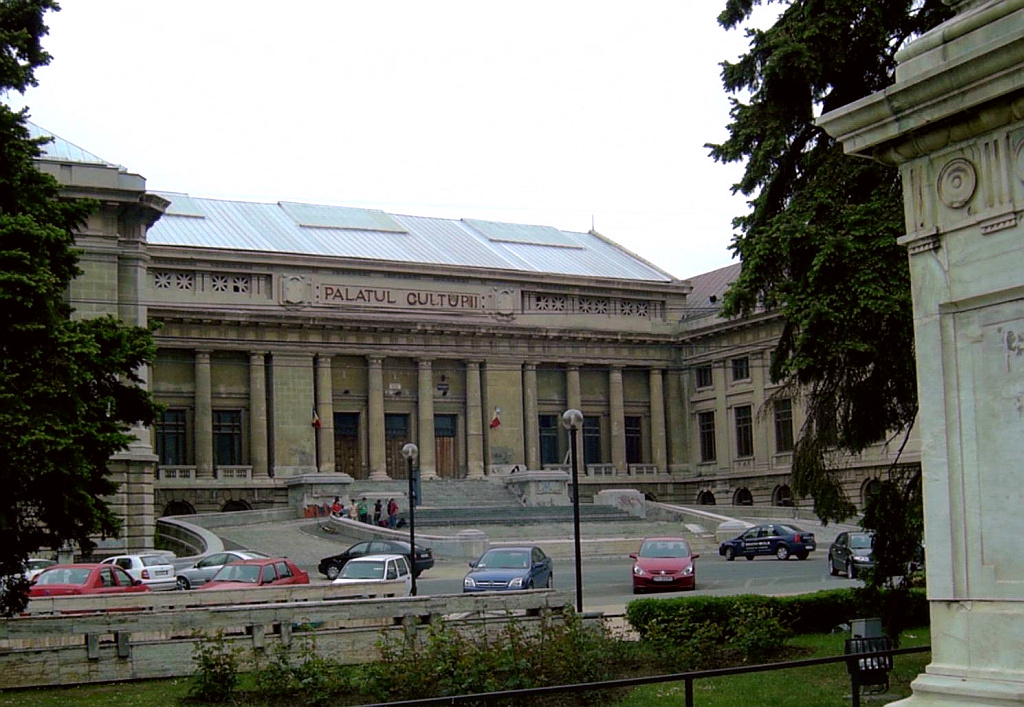
Pałac Kultury w Ploeszti
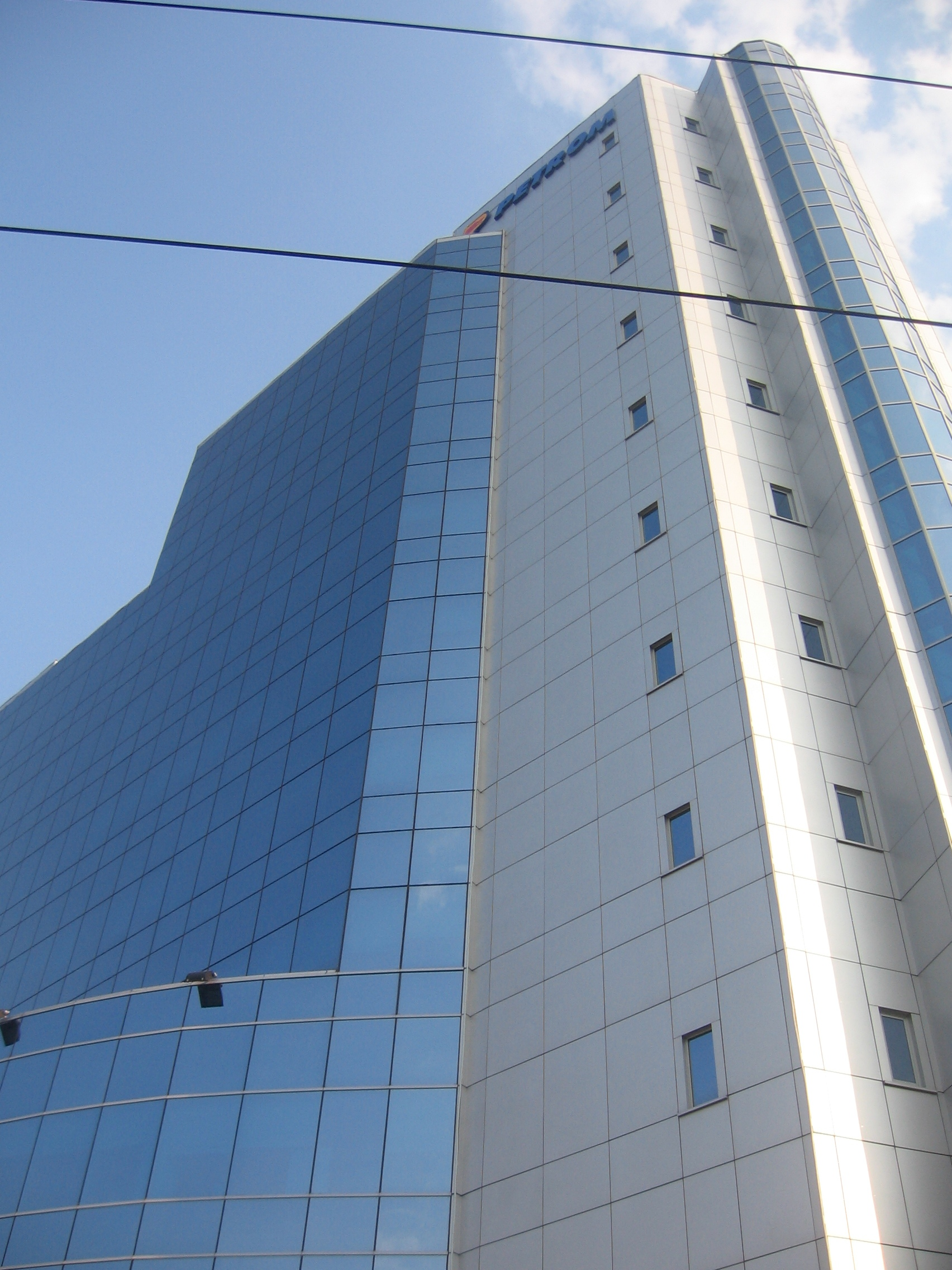
PETROM

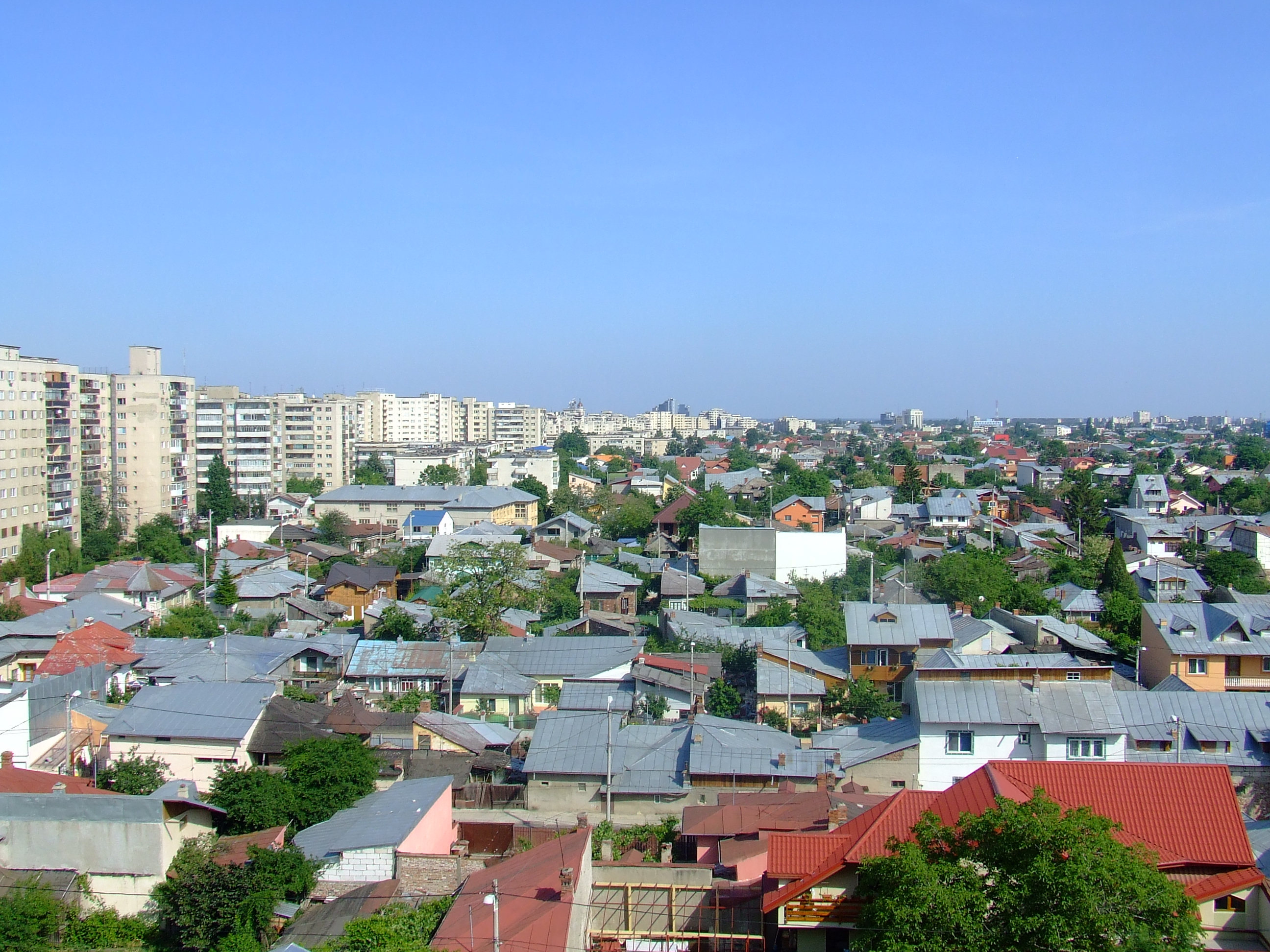
Ploeszti
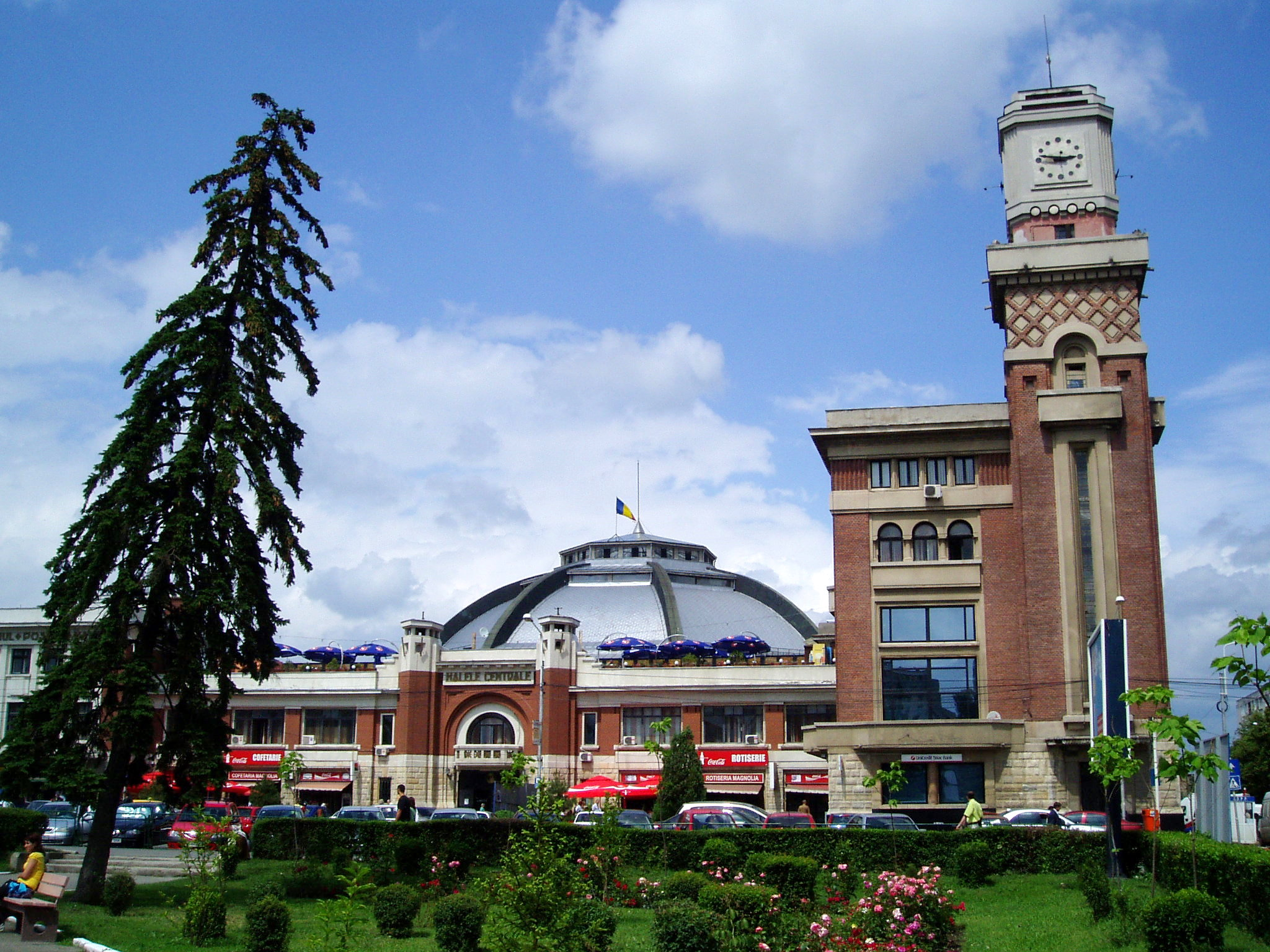
Ratusz w Ploeszti
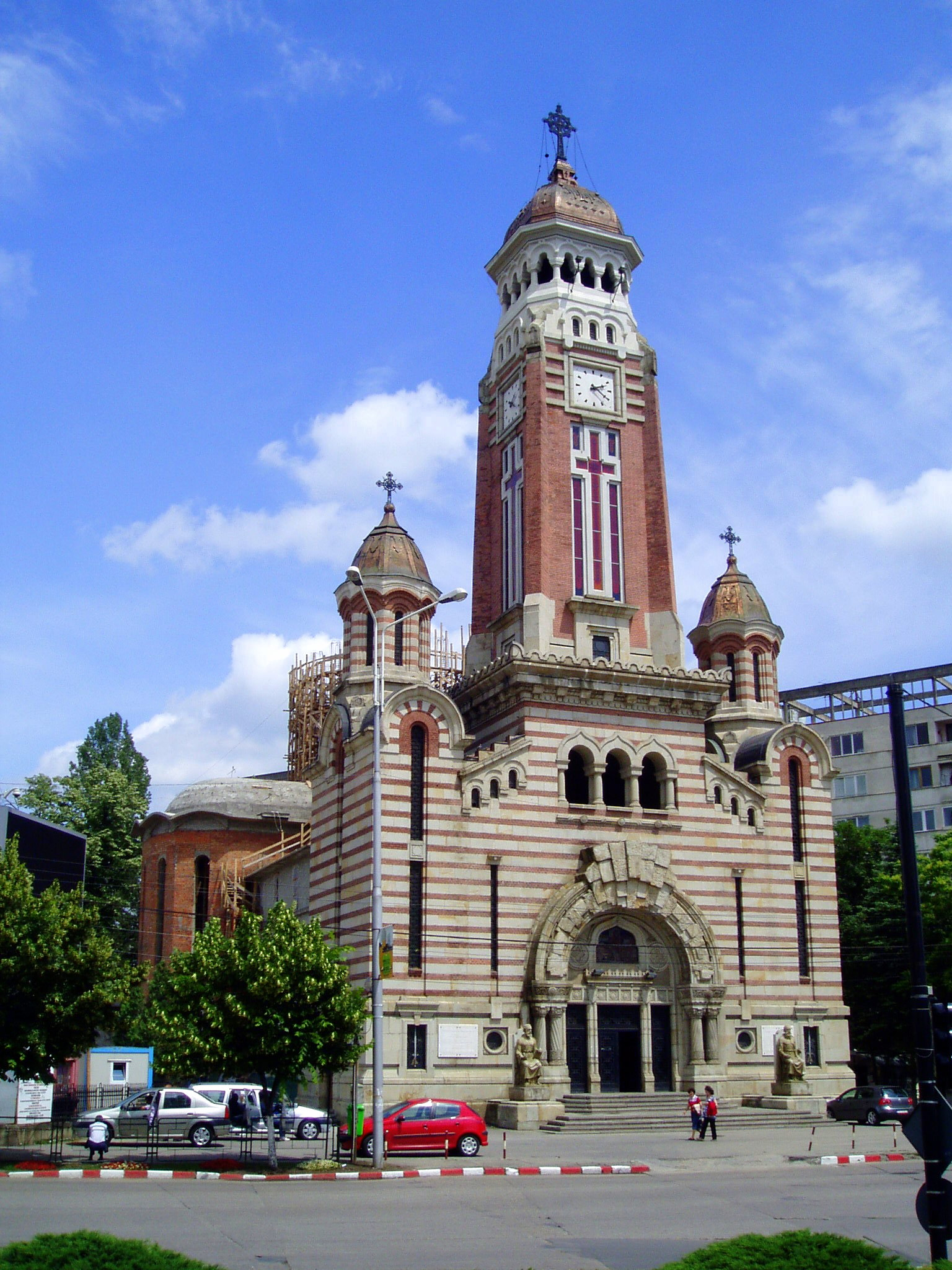
Katedra w Ploeszti
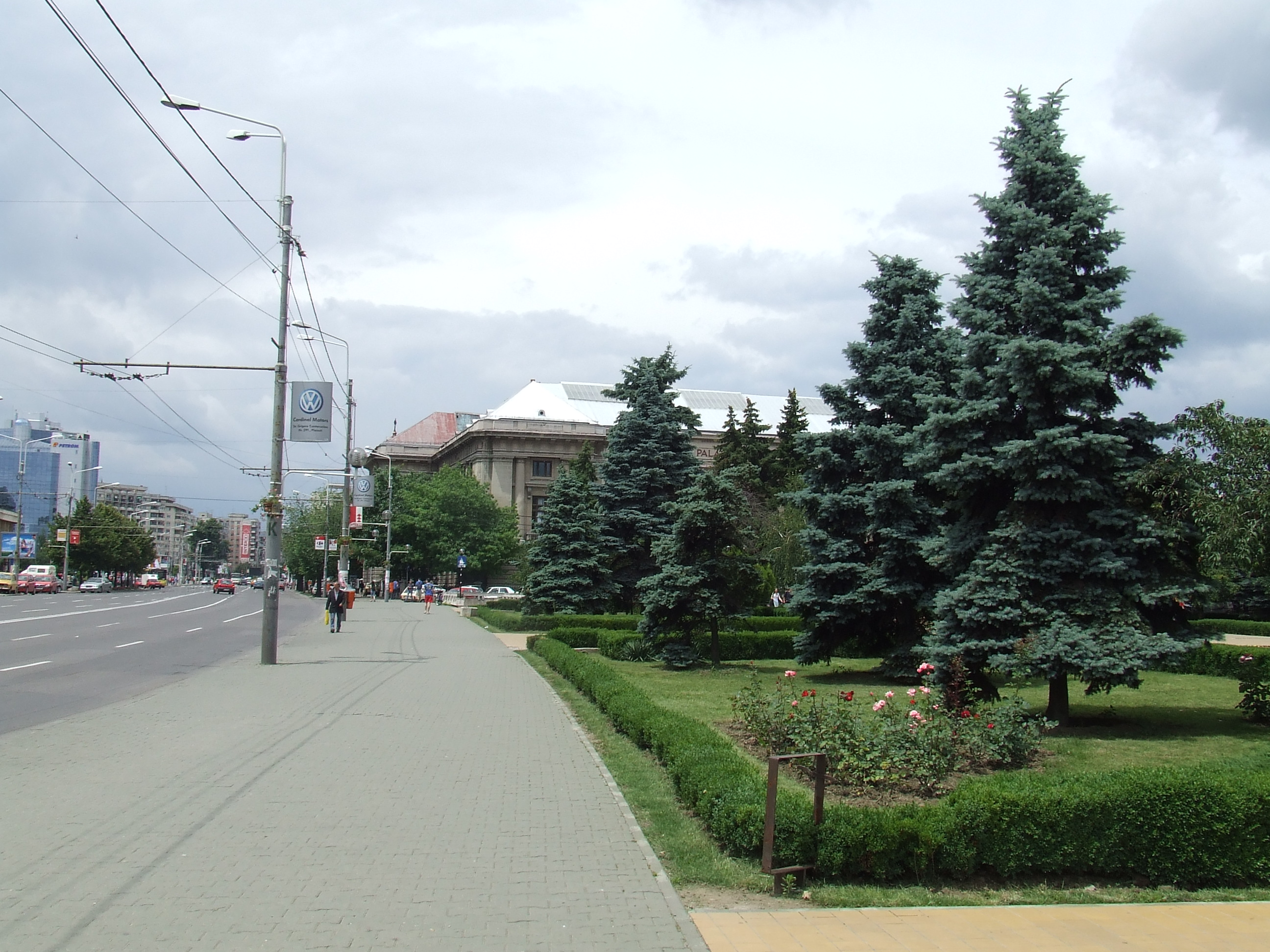
Ploeszti